# 与谢野馨
与谢野馨（日语：／ Yosano Kaoru，1938年8月22日—2017年5月21日），日本政治家，曾任財務大臣。

## 生平
与谢野馨出生于东京都千代田区，是知名作家、反戰人士與謝野晶子的孫子。1963年毕业于东京大学法学部政治课程，后在中曾根康弘的介绍下进入日本原子能发电工作，1968年辞职出任中曾根的秘书。1976年代表日本自由民主党当选众议员，除1979、2000年两次落选外，已当选众议院议员10次。
后历任通商产业省政务次官、自民党商工部长、众议院商工委员会委员长。1994年6月至1995年8月 任村山内阁文部大臣，1998年7月至1999年10月 任小渊内阁通产大臣，2004年9月至2005年10月 任自民党政调会长，2005年10月至2006年9月 任经济财政政策担当大臣兼金融担当大臣，2007年8月至2007年9月 任第1次安倍改造内阁内阁官房长官，2008年8月 起任福田内阁经济财政政策担当大臣兼規制改革担当大臣。与谢野馨是自民党内著名的“通商产业族”政策通，娴熟经济财政政策。 2008年9月 连任麻生内阁经济财政担当相。
2009年2月17日，就任財務大臣兼金融担当大臣。
2010年，与谢野馨联合藤井孝男、园田博之等自民党资深议员共同成立了一个新党奋起日本，自民党部分分裂。2011年离开奋起日本，并接受菅直人首相邀请加入菅直人內閣，出任内阁府特命担当大臣（经济财政政策、男女共同参与、少子化对策担当），兼任社会保障与税一体改革担当大臣。虽然只在任了短短8个月时间，但为2012年野田内阁通过以消费税增税为核心的《社会保障与税一体改革相关法案》奠定了坚实基础。
2012年，因为咽喉癌病情未能好转，与谢野馨决定不参加第46届总选举，从政界引退，改为支持新人山田美树为其选区接班人，并私下摸索重返自民党的可能性；但其复党申请一开始不被接纳，还被批评为“无节操”。2017年4月30日，自民党党纪委员会才终于以与谢野近年对党的贡献为由，认可其复党；2017年5月21日，与谢野馨病逝，享年78岁。
与谢野馨业余时间喜爱围棋，曾被日本棋院特别授予业余7段证书。他的祖父母是日本近代著名詩人與謝野鐵幹、與謝野晶子夫妻。

## 著作

### 單行本
- 与謝野晶子著『みだれ髪』（与謝野馨編、主婦之友社、1973年）

『みだれ髪』（亂髮）（与謝野晶子著、伊藤文友館、1901年刊）復刊

### 政論文章
- 「大塚論文"中曽根民活批判"を駁す」（反駁大塚論文中曾根民活批判），『中央公論』1987年2月號
- 「国際競争力の回復と財政の健全化」（國際競爭力的回復與財政的健全化），『月刊自由民主』1996年8月號
- 「これだけは言っておく! 自民党広報本部長（衆院議員）与謝野馨の激白！『社民は今，先祖返りしている』」，『月刊官界』1997年12月號
- 「4つの課題」（4個課題），『LA international』1999年2月號
- 「これからの日本経済」（未來的日本經濟），『日経調資料』2001年7月號
- 「この国を考える（46）いまこそ責任政党に恥じない政策選択を!」，『月刊自由民主』2004年4月號
- 「私の読書遍歴（28）与謝野馨 自民党下野時代に読み耽った二十冊の量子力学の本」，『文學界』2005年10月號
- 「ポスト小泉が直面する重要課題」（後小泉時期直接面對的重要課題），『正論』2006年7月號
- 「千鳥ヶ淵で全国戦没者追悼式を行おう」（或可在千鳥之淵完成全國戰殁者追悼式），『中央公論』2006年8月號